# Pristomerus pallidus
Pristomerus pallidus är en stekeartl som först beskrevs av Joseph Kriechbaumer 1884.
Pristomerus pallidus ingår i släktet Pristomerus och familjen brokparasitsteklar. Inga underarter finns listade i Catalogue of Life.